# 1679
Епоха великих географічних відкриттів •  Перша наукова революція • Річ Посполита •  Запорозька Січ •  Руїна

## Геополітична ситуація
Османську імперію очолює Мехмед IV (до 1687). Під владою османського султана перебувають Близький Схід та Єгипет, Середземноморське узбережжя Північної Африки, частина Закавказзя, значні території в Європі: Греція, Болгарія та Сербія. Васалами османів є Волощина та Молдова.
Священна Римська імперія — наймогутніша держава Європи. Її територія охоплює, крім німецьких земель, Угорщину з Хорватією, Богемію, Північну Італію. Її імператор — Леопольд I Габсбург (до 1705).
Габсбург Карл II Зачарований є королем Іспанії (до 1700). Йому належать Іспанські Нідерланди, південь Італії, Нова Іспанія, Нова Гранада та Нова Кастилія в Америці, Філіппіни. Королем Португалії формально є Альфонсу VI при регентстві молодшого брата Педру II. Португалія має володіння в Бразилії, в Африці, в Індії, в Індійському океані й Індонезії.
Північ Нідерландів займає Республіка Об'єднаних провінцій. Вона має колонії в Північній Америці, Індонезії, на Формозі та на Цейлоні. Король Франції — Людовик XIV (до 1715). Франція має колонії в Північній Америці. Король Англії — Карл II Стюарт (до 1685). Англія має колонії в Північній Америці, на Карибах та в Індії. Король Данії та Норвегії — Кристіан V (до 1699), король Швеції — Карл XI (до 1697). На Апеннінському півострові незалежні Венеційська республіка та Папська область. Король Речі Посполитої Ян III Собеський (до 1696). Царем Московії є Федір Олексійович (до 1682).
Україну розділено по Дніпру між Річчю Посполитою та Московією. Діють три гетьмани: Юрій Хмельницький та Остап Гоголь на Правобережжі, Іван Самойлович на Лівобережжі. На півдні України існує Запорозька Січ. Існують Кримське ханство, Ногайська орда.
В Ірані правлять Сефевіди. Значними державами Індостану є Імперія Великих Моголів, у якій править Аурангзеб, Біджапурський султанат, султанат Голконда, Імперія Маратха. В Китаї править Династія Цін. У Японії триває період Едо.

## Події

### В Україні
- Помер гетьман Остап Гоголь.
- Триває Великий згін — насильницьке переселення людності з Правобережжя на Лівобережжя.

### У світі
- Англійський король Карл II розпустив Парламент кавалерів, що засідав 18 років. Новий парламент, який отримав назву Парламенту Habeas Corpus, саморозпустився через так звану кризу винятку (вимогу зробити для брата короля, католика, виняток в Акті про присягу).
  - 27 травня, в останній день роботи, парламент прийняв Habeas Corpus Act.
- У Шотландії англійські війська завдали вирішальної поразки ковенантерам.
- Відень охопила епідемія чуми, що знайшла відображення в пісні Oh du lieber Augustin.
- 4 червня у Єревані, що був тоді під владою Персії, відбувся значний землетрус.
- Бригантина Le Griffon, споряджена Кавельє де ла Салем, стала першим кораблем, що здійснив плавання Великими озерами.
- Падишах великих моголів Аурангзеб відновив податок з невірних джизію.

## Народились
див. також Категорія:Народились 1679
- Кобельський Франциск-Антоній, Луцький єпископ.

## Померли
див. також Категорія:Померли 1679
- 4 грудня — У Хардвіку біля Честерфілда у віці 91 року помер англійський філософ Томас Гоббс